# Mammillaria mystax
Mammillaria mystax es una especie perteneciente a la familia Cactaceae. Es endémico de Puebla en México. Su hábitat natural son los áridos desiertos. Se ha extendido por el mundo como planta ornamental. 

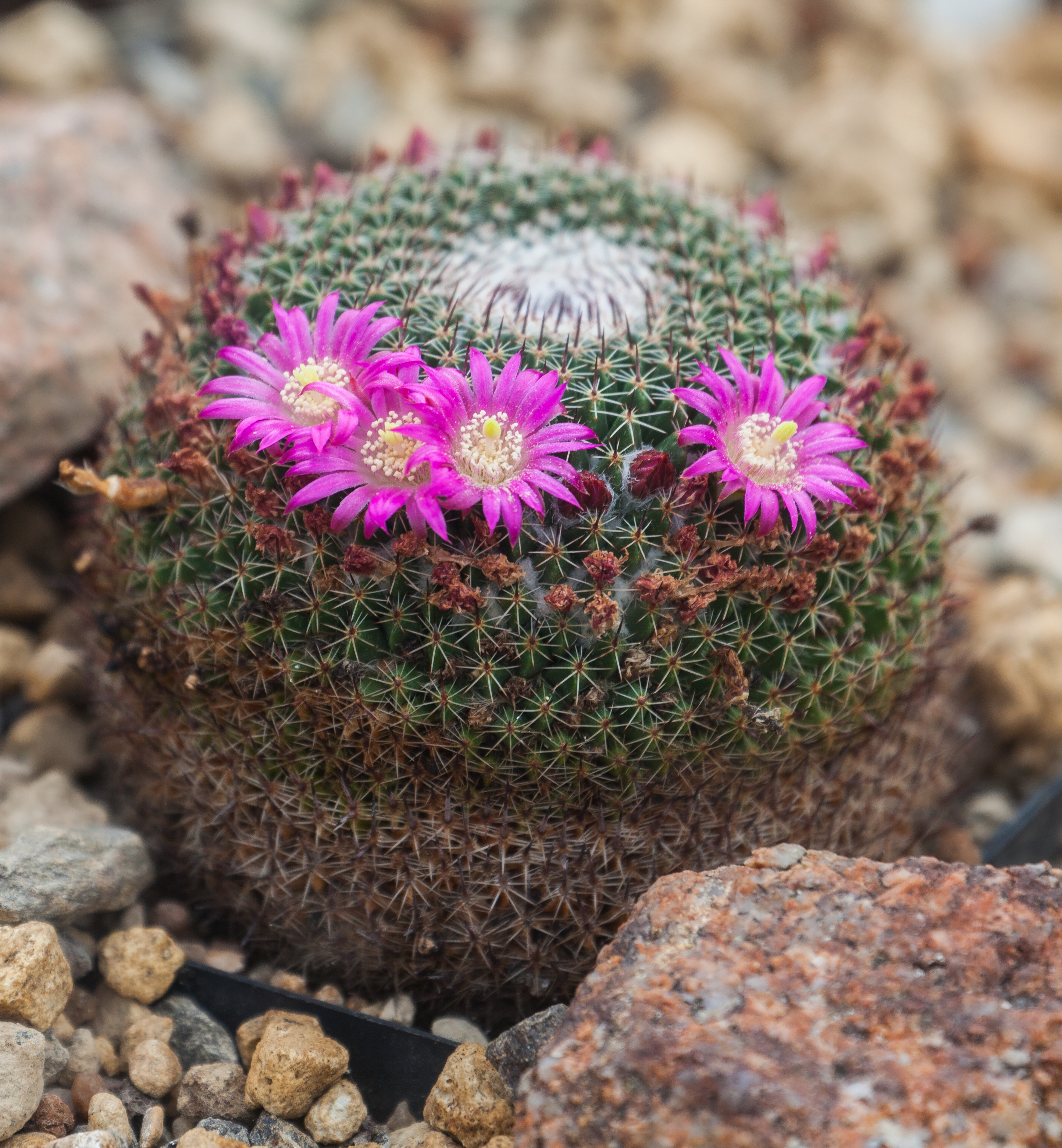
Vista de la planta.

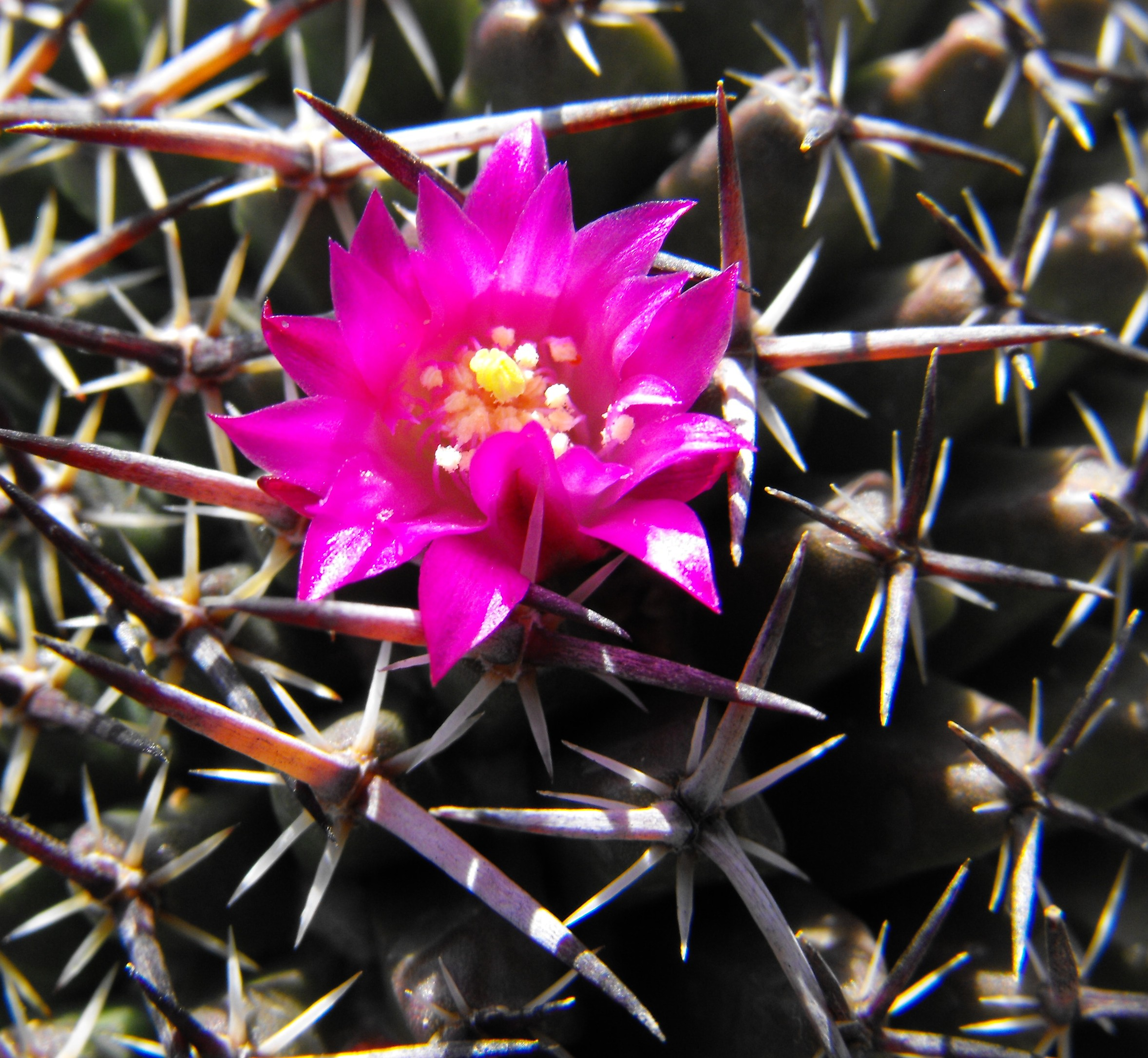
Flor.

## Descripción
Mammillaria mystax es una planta esférica alargada hasta 15 centímetros de altura y con un máximo de 10 centímetros de diámetro. El epíteto se lo debe las espinas de cactus en las distintas zonas. Las costillas son verde-gris oscuro, cuadradas y  piramidales, con axilas coronadas con cerdas retorcidas. Los 5 a 6 espinas radiales son muy variables en longitud y color. Tienen entre 0,4 a 0,8 centímetros de largo y son de color blanco con puntas marrones. Los de 3 a 4 espinas centrales son inicialmente de color púrpura oscuro, después se convierten en gris y son de unos dos centímetros de largo; una de ellas puede llegar a los 7 centímetros.

## Taxonomía
Mammillaria mystax fue descrita por Carl Friedrich Philipp von Martius y publicado en Nova Acta Physico-medica Academiae Caesareae Leopoldino-Carolinae Naturae Curiosorum Exhibentia Ephemerides sive Observationes Historias et Experimenta 16(1): 332, pl. 21. 1832.
Etimología
Mammillaria: nombre genérico que fue descrita por vez primera por Carolus Linnaeus como Cactus mammillaris en 1753, nombre derivado del latín mammilla = tubérculo, en alusión a los tubérculos que son una de las características del género.
mystax: epíteto latíno que significa "con bigote".
Sinonimia
- Mammillaria crispiseta
- Mammillaria casoi
- Mammillaria huajuapensis
- Mammillaria mixtecensis
- Mammillaria atroflorens
- Mammillaria erythra